# Laelia colombiana
Laelia colombiana es una especie de orquídea originaria de Colombia y Venezuela.

## Descripción
Son orquídeas de gran tamaño, con hábitos de epífita o litofita, que tiene pseudobulbos fusiformes,  rugosos  conl< edad que llevan 2 hojas coriáceas, oblongo-elípticas, muy arrugadas y flores en una inflorescencia terminal, racemosa, de 40 cm de largo, con 6-12 flores que surge en la primavera de un pseudobulbo maduro.

## Distribución y hábitat
Se encuentra en Colombia y Venezuela.   

## Taxonomía
Laelia colombiana fue descrito por Julian Mark Hugh Shaw y publicado en Orchid Review 116(1282, Suppl.): 15. 2008.
Etimología
Laelia: nombre genérico que ha sido nombrado por "Laelia", una de las vírgenes vestales, o por el nombre romano de "Laelius", perteneciente a una antigua familia romana.
colombiana: epíteto geográfico que alude a su localización en Colombia.
Sinonimia
- Schomburgkia wallisii Rchb.f.[4][5]